# Seznam rodov nebinovk
To je seznam rodov v družini nebinovk (Asteraceae).

## A
- Aaronsohnia Warb. & Eig
- Abrotanella Cass.
- Acamptopappus (A.Gray) A.Gray
- Acanthocephalus Kar. & Kir.
- Acanthocladium F.Muell.
- Acanthodesmos C.D.Adams & duQuesnay
- Acantholepis Less.
- Acanthospermum Schrank
- Acanthostyles R.M.King & H.Rob.
- Achaetogeron A.Gray
- Achillea L. - rman
- Achnophora F.Muell.
- Achnopogon Maguire, Steyerm. & Wurdack
- Achyrachaena Schauer
- Achyrocline (Less.) DC.
- Achyropappus Kunth
- Achyrothalamus O.Hoffm.
- Acmella Rich.
- Acomis F.Muell.
- Acourtia D.Don
- Acrisione B.Nord.
- Acritopappus R.M.King & H.Rob.
- Acroclinium A.Gray
- Acroptilon Cass
- Actinobole Endl.
- Actinoseris (Endl.) Cabrera
- Actinospermum Elliott
- Adelostigma Steetz
- Adenanthellum B.Nord.
- Adenocaulon Hook
- Adenocritonia R.M.King & H.Rob.
- Adenoglossa B.Nord.
- Adenoon Dalzell
- Adenopappus Benth
- Adenophyllum
- Adenostemma Pers.
- Adenostyles Cass. - lepen
- Adenothamnus D.D.Keck
- Aedesia O.Hoffm.
- Aegopordon Boiss.
- Aequatorium B.Nord
- Aetheorhiza Cass.
- Ageratella A.Gray ex S.Watson
- Ageratina Spach
- Ageratinastrum Mattf.
- Ageratum L.
- Agiabampoa Rose ex O.Hoffm.
- Agoseris Raf.
- Agrianthus Mart. ex DC.
- Ainsliaea DC.
- Ajania Poljakov
- Ajaniopsis C.Shih
- Alatoseta Compton
- Albertinia Spreng.
- Alcantara Glaz. ex G.M.Barroso
- Alciope DC. ex Lindl.
- Aldama La Llave
- Alepidocline S.F.Blake
- Alfredia Cass.
- Aliella Qaiser & Lack
- Allagopappus Cass.
- Allardia Decne.
- Alloispermum Willd.
- Allopterigeron Dunlop
- Almutaster - (sinonim Aster L.)
- Alomia Kunth
- Alomiella R.M.King & H.Rob.
- Alvordia Brandegee
- Amauria Benth
- Amberboa (Pers.) Less.
- Amblyocarpum Fisch. & C.A.Mey.
- Amblyolepis DC
- Amblyopappus Hook. & Arn.
- Amboroa Cabrera
- Ambrosia L. - ambrozija, žvrklja
- Ameghinoa Speg.
- Amellus L.
- Ammobium R.Br. ex Sims
- Amolinia R.M.King & H.Rob.
- Ampelaster
- Amphiachyris
- Amphiglossa DC
- Amphipappus
- Amphoricarpos Vis.
- Anacantha (Iljin) Sojak
- Anacylus L.
- Anaphalioides (Benth.) Kirp.
- Anaphalis DC
- Anastraphia D.Don
- Anaxeton Gaertn.
- Ancathia DC.
- Ancistrophora A.Gray
- Andryala L.
- Angelphytum G.M.Barroso
- Angianthus J.C.Wendl.
- Anisochaeta DC.
- Anisocoma Torr. & A.Gray
- Anisopappus Hook. & Arn.
- Anisothrix O.Hoffm. ex Kuntze
- Anomostephium DC.
- Antennaria Gaertn. - majnica
- Anthemis L. - pasja kamilica
- Antheropeas Rydb.
- Antillia R.M.King & H.Rob.
- Antiphiona Merxm.
- Antithrixia DC.
- Anura (Juz.) Tscherneva
- Anvillea DC.
- Apalochlamys (Cass.) Cass.
- Apargidium Torr. & A.Gray
- Aphanactis Wedd.
- Aphanostephus DC
- Aphyllocladus Wedd.
- Apodocephala Baker
- Aposeris Neck. ex Cass.
- Apostates Lander
- Arbelaezaster Cuatrec.
- Archibaccharis Heering
- Arctanthemum (Tzvelev) Tzvelev
- Arctium L. - repinec
- Arctogeron DC.
- Arctotheca J.C.Wendl.
- Arctotis L.
- Argyranthemum Webb - margerita
- Argyroglottis Turcz.
- Argyrophanes Schltdl.
- Argyroxiphium DC
- Aristeguietia R.M.King & H.Rob.
- Arnaldoa Cabrera
- Arnica L. - arnika
- Arnicastrum Greenm.
- Arnoglossum Raf.
- Arnoseris Gaertn.
- Arrhenechthites Mattf.
- Arrojadocharis Mattf.
- Arrowsmithia DC.
- Artemisia L. - pelin
- Artemisiopsis S.Moore
- Asanthus R.M.King & H.Rob.
- Ascidiogyne Cuatrec
- Aspilia Thouars
- Asplundianthus R.M.King & H.Rob
- Aster L. - nebina
- Asteridea Lindl.
- Asteriscus Mill.
- Asteromoea Blume
- Astranthium Nutt.
- Athanasia L.
- Athrixia Ker Gawl.
- Athroisma DC
- Atractylis L.
- Atractylodes DC.
- Atrichantha Hilliard & B.L.Burtt
- Atrichoseris A.Gray
- Austrobrickellia R.M.King & H.Rob.
- Austrocritonia R.M.King & H.Rob.
- Austroeupatorium R.M.King & H.Rob.
- Austroliabum H.Rob. & Brettell
- Austrosynotis C.Jeffrey
- Avellara Blanca & C.Diaz
- Axiniphyllum Benth
- Ayapana Spach
- Ayapanopsis R.M.King & H.Rob.
- Aylacophora Cabrera

## B
- Baccharis L.
- Badilloa R.M.King & H.Rob.
- Baeriopsis J.T.Howell
- Bafutia C.D.Adams
- Bahia (nebinovke) Lach.
- Bahianthus R.M.King & H.Rob.
- Baileya Harv. & A.Gray
- Balduina Nutt.
- Balsamita - balsamita (sinonim Tanacetum L.)
- Balsamorhiza Hook. ex Nutt.
- Baltimora L.
- Barkleyanthus H.Rob. & Brettell
- Barnadesia Mutis ex L.f.
- Barroetea A.Gray
- Barrosoa R.M.King & H.Rob.
- Bartlettia A. Gray
- Bartlettina R.M.King & H.Rob.
- Basedowia E.Pritz.
- Bebbia Greene - sweetbush
- Bedfordia DC.
- Bejaranoa R.M.King & H.Rob.
- Bellida Ewart
- Bellis L. - marjetica
- Bellium L.
- Belloa J.Remy
- Benitoa D.D.Keck
- Berardia Vill.
- Berkheya Ehrh.
- Berlandiera DC
- Berroa (nebinovke) Beauverd
- Bidens L. - mrkač
- Bigelowia DC
- Bishopalea H.Rob.
- Bishopanthus H.Rob.
- Bishopiella R.M.King & H.Rob.
- Bishovia R.M.King & H.Rob.
- Blainvillea Cass.
- Blakeanthus R.M.King & H.Rob.
- Blakiella Cuatrec.
- Blanchetia DC
- Blennosperma Less.
- Blennospora A.Gray
- Blepharipappus Hook
- Blepharispermum DC.
- Blepharizonia (A.Gray) Greene
- Blumea DC
- Blumeopsis Gagnep.
- Boeberastrum (A.Gray) Rydb.
- Boeberoides (DC.) Strother
- Bolanosa A.Gray
- Bolophyta Nutt.
- Boltonia  L'Her.
- Bombycilaena (DC.) Smoljan.
- Borrichia Adans.
- Bothriocline Oliv. ex Benth.
- Brachanthemum DC.
- Brachionostylum Mattf.
- Brachyactis (sinonim Symphyotrichum ciliatum)
- Brachyglottis J.R.Forst. & G.Forst.
- Brachylaena R.Br.
- Brachyscome Cass.
- Brachythrix Wild & G.V.Pope
- Bracteantha Anderb.
- Bradburia Torr. & A.Gray
- Brickellia Elliott
- Brickelliastrum R.M.King & H.Rob.
- Brintonia (sinonim Solidago  L. )
- Bryomorphe Harv.
- Buphthalmum L. - primožek
- Burkartia Crisci

## C
- Cabreriella Cuatrec.
- Cacalia L.
- Cacaliopsis A.Gray
- Cacosmia Kunth
- Cadiscus E.Mey. ex DC.
- Caesulia Roxb.
- Calea L.
- Calendula L. - ognjič
- Callicephalus C.A.Mey.
- Callichroa Fisch. & C.A.Mey.
- Callilepis DC.
- Callistephus Cass.
- Calocephalus R.Br.
- Calomeria Vent.
- Calopappus Meyen
- Calostephane Benth.
- Calotesta P.O.Karis
- Calotis R.Br.
- Calycadenia DC
- Calycocorsus F.W.Schmidt
- Calycoseris A.Gray
- Calyptocarpus Less.
- Camchaya Gagnep.
- Campovassouria R.M.King & H.Rob.
- Camptacra N.T.Burb.
- Campuloclinium DC
- Canadanthus
- Cancrinia Kar. & Kir.
- Cancriniella Tzvelev
- Cardopatium Juss.
- Carduncellus Adans.
- Carduus L. - bodak
- Carlina L. - kompava
- Carminatia Moc. ex DC.
- Carpesium L. - ovratnica
- Carphephorus Cass.
- Carphochaete A.Gray
- Carramboa Cuatrec.
- Carterothamnus R.M.King
- Carthamus L. - rumenik
- Cassinia R.Br.
- Castalis  Cass.
- Castenedia R.M.King & H.Rob.
- Catamixis Thomson
- Catananche L.
- Catatia Humbert
- Cavalcantia R.M.King & H.Rob.
- Cavea (nebinovke) W.W.Sm. & Small
- Celmisia Cass.
- Centaurea L. - glavinec
- Centaurodendron Johow
- Centauropsis Bojer ex DC.
- Centaurothamnus Wagenitz & Dittrich
- Centipeda Lour
- Centratherum Cass.
- Cephalipterum A.Gray
- Cephalopappus Nees & Mart.
- Cephalorrhynchus Boiss.
- Cephalosorus A.Gray
- Ceratogyne Turcz.
- Ceruana Forssk.
- Chacoa R.M.King & H.Rob.
- Chaenactis DC
- chaetadelpha A.Gray ex S.Watson
- Chaetanthera Ruiz & Pav.
- Chaetopappa DC
- Chaetospira S.F.Blake
- Chaetymenia Hook. & Arn.
- Chamaechaenactis Rydb.
- Chamaegeron Schrenk
- Chamaeleon Cass.
- Chamaemelum Mill. - dogfennel
- Chamomilla (sinonim Matricaria L.) - kamilica
- Chaptalia Vent.
- Chardinia Desf.
- Cheirolophus Cass.
- Chersodoma Phil.
- Chevreulia Cass.
- Chiliadenus Cass.
- Chiliocephalum Benth.
- Chiliophyllum Phil.
- Chiliotrichiopsis Cabrera
- Chiliotrichum Cass.
- Chimantaea Maguire, Steyerm. & Wurdack
- Chionolaena DC.
- Chionopappus Benth
- Chlamydophora Ehrenb. ex Less.
- Chloracantha - Nesom
- Chondrilla L.
- Chondropyxis D.A.Cooke
- Chorisis DC.
- Chresta Vell. ex DC.
- Chromolaena DC
- Chromolepis Benth.
- Chronopappus DC.

- Chrysactinia A.Gray
- Chrysactinium (Kunth) Wedd.
- Chrysanthellum Rich.
- Chrysanthemoides Fabr.
- Chrysanthemum L.
- Chrysocephalum Walp.
- Chrysocoma L.
- Chrysogonum L.
- Chrysoma Nutt.
- Chrysophthalmum Sch.Bip. ex Walp.
- Chrysopsis (Nutt.) Elliott
- Chrysothamnus Nutt. - rabbitbrush
- Chthonocephalus Steetz
- Chucoa Cabrera
- Chuquiraga Juss.
- Cicerbita Wallr.
- Ciceronia Urb.
- Cichorium L. - potrošnik
- Cineraria L.
- Cirsium Mill. - osat
- Cissampelopsis (DC.) Miq.
- Cladanthus Cass.
- Cladochaeta DC.
- Clappia A.Gray - clapdaisy
- Clibadium L.
- Cnicothamnus Griseb.
- Cnicus L.
- Coespeletia Cuatrec.
- Coleocoma F.Muell.
- Coleostephus Cass.
- Colobanthera Humbert
- Columbiadoria (?.)
- Comaclinium Scheidw. & Planch.
- Commidendrum DC.
- Complaya Strother
- Condylidium - (sinonim Villalba)
- Conoclinium R.M.King & H.Rob.
- Condylopodium R.M.King & H.Rob.
- Conocliniopsis R.M.King & H.Rob.
- Conoclinium DC.
- Conyza Less. - hudoletnica
- Coreocarpus Benth.
- Coreopsis L. - tickseed
- Corethamnium R.M.King & H.Rob.
- Corethrogyne DC
- Correllia A.M.Powell
- Corymbium L.
- Cosmos Cas. - kozmeja
- Cotula L.
- Coulterella Vasey & Rose
- Cousinia Cass.
- Cousiniopsis Nevski
- Craspedia G.Forst.
- Crassocephalum Moench
- Cratystylis S.Moore
- Cremanthodium Benth.
- Crepidiastrum Nakai
- Crepis L. - dimek
- Critonia P.Browne
- Critoniadelphus R.M.King & H.Rob.
- Critoniella R.M.King & H.Rob.
- Critoniopsis Sch.Bip.
- Crocidium Hook
- Cronquistia R.M.King
- Cronquistianthus R.M.King & H.Rob.
- Croptilon Raf.
- Crossostephium Less.
- Crossothamnus R.M.King & H.Rob.
- Crupina (Pers.) DC. - krupina
- Cuatrecasasiella H.Rob.
- Cuchumatanea Seid. & Beaman
- Cullumia R.Br.
- Cuspidia Gaertn.
- Cyanopsis (sinonim Volutaria  Cass.)
- Cyanthillium (sinonim  Vernonia Schreb.)
- Cyathocline Cass.
- Cyathomone S.F.Blake
- Cyclachaena Fresen. ex Schltdl.
- Cyclolepis Gillies ex D.Don
- Cylindrocline Cass.
- Cymbolaena Smoljan.
- Cymbonotus Cass.
- Cymbopappus B.Nord.
- Cymophora B.L.Rob.
- Cynara L.

## D
- Dacryotrichia Wild
- Dahlia Cav.
- Damnxanthodium Strother
- Darwiniothamnus Harling
- Dasycondylus R.M.King & H.Rob.
- Dasyphyllum Kunth
- Daveaua Willk. ex Mariz
- Decachaeta DC.
- Decastylocarpus Humbert
- Decazesia F.Muell.
- Deinandra - pogosto vključen v Hemizona
- Delairea Lem.
- Delamerea S.Moore
- Delilia Spreng.
- Dendranthema (DC.) Des Moul.
- Dendrocacalia (Nakai) Tuyama
- Dendrophorbium (Cuatrec.) C.Jeffrey
- Dendrosenecio (Hauman ex Humbert) B.Nord.
- Dendroseris D.Don
- Denekia Thunb.
- Desmanthodium Benth.
- Dewildemania O.Hoffm.
- Diacranthera R.M.King & H.Rob.
- Dianthoseris Sch.Bip.
- Diaperia Nutt.
- Diaphractanthus Humbert
- Dicercoclados C.Jeffrey & Y.L.Chen
- Dichaetophora  A.Gray
- Dichrocephala L'Her. ex DC.
- Dichromochlamys Dunlop
- Dicoma Cass.
- Dicoria Torr. & A.Gray
- Dicranocarpus A.Gray
- Didelta L'Her.
- Dielitzia P.S.Short
- Digitacalia Pippen
- Dimeresia A. Gray
- Dimerostemma Cass.
- Dimorphocoma F.Muell. & Tate
- Dimorphotheca Moench
- Dinoseris Griseb.
- Diodontium F.Muell.
- Diplazoptilon Y.Ling
- Diplostephium Kunth
- Dipterocome Fisch. & C.A.Mey.
- Dipterocypsela S.F.Blake
- Disparago Gaertn.
- Dissothrix A.Gray
- Distephanus Cass.
- Disynaphia Hook. & Arn. ex DC.
- Dithyrostegia A.Gray
- Dittrichia Greuter - ditrihovka
- Doellingeria Ness.
- Dolichlasium Lag.
- Dolichoglottis B.Nord.
- Dolichorrhiza (Pojark.) Galushko
- Dolichothrix Hilliard & B.L.Burtt
- Dolomiaea DC.
- Doniophyton Wedd.
- Doronicum L. - divjakovec
- Dracopis (sinonim Rudbeckia L.)
- Dresslerothamnus H.Rob.
- Dubautia Gaudich.
- Dubyaea DC.
- Dugaldia (Cass.) Cass.
- Dugesia A.Gray
- Duhaldea DC.
- Duidaea S.F.Blake
- Duseniella K.Schum.
- Dymondia Compton
- Dyscritogyne R.M.King & H.Rob.
- Dyscritothamnus B.L.Rob
- Dysodiopsis (A.Gray) Rydb.
- Dyssodia Cav.

## E
- Eastwoodia Brandegee
- Eatonella A.Gray
- Echinacea Moench
- Echinops L. - bodoglavec
- Eclipta L.
- Edmondia Cass.
- Egletes Cass.
- Eitenia R.M.King & H.Rob.
- Ekmania Gleason
- Elachanthus F.Muell.
- Elaphandra Strother
- Elephantopus L.
- Eleutheranthera Poit. ex Bosc
- Ellenbergia Cuatrec.
- Elytropappus Cass.
- Emilia (nebinovke) (Cass.) Cass.
- Emiliella S.Moore
- Encelia Adans.
- Enceliopsis (A.Gray) A.Nelson
- Endocellion Turcz. ex Herder
- Endopappus Sch.Bip.
- Engelmannia A.Gray ex Nutt.
- Engleria O.Hoffm.
- Enydra Lour
- Epaltes Cass.
- Epilasia (Bunge) Benth.
- Episcothamnus H.Rob.
- Epitriche Turcz.
- Erato (nebinovke) DC.
- Erechtites Raf  - pagrint
- Eremanthus Less
- Eremosis (DC.) Gleason
- Eremothamnus O.Hoffm.
- Eriachaenium Sch.Bip.
- Ericameria Nutt.
- Ericentrodea S.F.Blake & Sherff
- Erigeron L. - suholetnica
- Eriocephalus L.
- Eriochlamys Sond. & F.Muell.
- Eriophyllum Lag.
- Eriotrix Cass.
- Erlangea Sch.Bip.
- Erodiophyllum F.Muell.
- Erymophyllum Paul G.Wilson
- Eryngiophyllum Greenm.
- Erythradenia (B.L.Rob.) R.M.King & H.Rob.
- Erythrocephalum Benth.
- Espejoa DC.
- Espeletia Mutis ex Humb. & Bonpl.
- Espeletiopsis Cuatrec.
- Ethulia L.f
- Eucephalus
- Euchiton Cass.
- Eumorphia DC
- Eupatoriastrum Greenm.
- Eupatorina R.M.King & H.Rob.
- Eupatoriopsis Hieron.
- Eupatorium L. - konjska griva
- Euphrosyne DC
- Eurybia - Nees
- Eurydochus Maguire & Wurdack
- Euryops (Cass.) Cass.
- Eutetras A.Gray
- Euthamia (Nutt.) Elliott
- Eutrochium
- Evacidium Pomel
- Evax (sinonim Filago L.)
- Ewartia Beauverd
- Ewartiothamnus Anderb.
- Exomiocarpon Lawalree

## F
- Faberia Hemsl.
- Facelis Hemsl.
- Farfugium Lindl.
- Faujasia Cass.
- Faxonia Brandegee
- Feddea Urb.
- Feldstonia P.S.Short
- Felicia Cass.
- Femeniasia Susanna
- Fenixia Merr.
- Ferreyranthus H.Rob. & Brettell
- Ferreyrella S.F.Blake
- Filago L. - predivovec
- Filaginella  Opiz - molova roža
- Filifolium Kitam.
- Fitchia Hook.f.
- Fitzwillia P.S.Short
- FlaveriaJuss.
- Fleischmannia Sch.Bip.
- Fleischmanniopsis R.M.King & H.Rob.
- Florestina Cass.
- Floscaldasia Cuatrec.
- Flosmutisia Cuatrec.
- Flourensia DC - tarwort
- Flyriella R.M.King & H.Rob.
- Formania W.W.Sm. & Small
- Foveolina Kallersjo
- Fulcaldea Poir.

## G
- Gaillardia Foug.
- Galactites Moench
- Galeana La Llave
- Galeomma Rauschert
- Galinsoga Ruiz & Pav. - rogovilček
- Gamochaeta Wedd.
- Gamochaetopsis Anderb. & Freire
- Garberia A.Gray
- Garcibarrigoa Cuatrec.
- Garcilassa Poepp.
- Gardnerina R.M.King & H.Rob.
- Garuleum Cass.
- Gazania Gaertn.
- Geigeria Griess.
- Geissolepis B.L.Rob.
- Geissopappus Benth.
- Geraea Torr. & A.Gray
- Gerbera L.
- Geropogon L.
- Gibbaria Cass.
- Gilberta Turcz.
- Gilruthia Ewart
- Gladiopappus Humbert
- Glossarion Maguire & Wurdack
- Glossocardia Cass.
- Glossopappus Kunze
- Glyptopleura Eaton
- Gnaphaliothamnus Kirp.
- Gnaphalium L. - griževec
- Gnephosis Cass.
- Gochnatia  Kunth
- Goldmanella Greenm.
- Gongrostylus R.M.King & H.Rob.
- Gongylolepis R.H.Schomb.
- Goniocaulon Cass.
- Gonospermum Less.
- Gorceixia Baker
- Gorteria L.
- Gossweilera S.Moore
- Goyazianthus R.M.King & H.Rob.
- Grangea Adans.
- Grangeopsis Humbert
- Graphistylis B.Nord.
- Gratwickia F.Muell.
- Grauanthus Fayed
- Grazielia R.M.King & H.Rob.
- Greenmaniella W.M.Sharp
- Grindelia Willd.
- Grisebachianthus R.M.King & H.Rob.
- Grosvenoria R.M.King & H.Rob.
- Guardiola Cerv. ex Humb. & Bonpl.
- Guayania R.M.King & H.Rob.
- Guevaria R.M.King & H.Rob.
- Guizotia Cass. - gizotovka
- Gundelia L.
- Gundlachia A.Gray
- Gutenbergia Sch.Bip.
- Gutierrezia Lag.
- Gymnarrhena Desf.
- Gymnocondylus R.M.King & H.Rob.
- Gymnocoronis DC.
- Gymnodiscus Less.
- Gymnolaena (DC.) Rydb.
- Gymnosperma Benth.
- Gymnostephium Less.
- Gymnostyles  (sinonim Soliva Ruiz & Pav.)
- Gynoxys Cass.
- Gynura Cass.
- Gypothamnium Phil.
- Gyptidium R.M.King & H.Rob.
- Gyptis (Cass.) Cass.
- Gyrodoma Wild

## H
- Haastia Hook.f.
- Haeckeria F.Muell.
- Haegiela P.S.Short
- Handelia Heimerl
- Haplocalymma S.F.Blake
- Haplocarpha Less.
- Haploesthes A.Gray
- Haplopappus Cass.
- Haplostephium Mart. ex DC.
- Harleya S.F.Blake
- Harnackia Urb.
- Hartwrightia A.Gray ex S.Watson
- Hasteola Raf. - false Indian plantain
- Hatschbachiella R.M.King & H.Rob.
- Hazardia Greene
- Hebeclinium DC
- Hecastocleis A.Gray
- Hedypnois Mill.
- Helenium L.
- Helianthella Torr. & A.Gray
- Helianthopsis H.Rob.
- Helianthus L. - sončnica
- Helichrysopsis Kirp.
- Helichrysum Mill. - smilj
- Heliocauta Humphries
- Heliomeris Nutt.
- Heliopsis Pers.
- Helminthia (sinonim Picris L.)
- Helminthotheca
- Helogyne Nutt.
- Hemisteptia Fisch. & C.A.Mey.
- Hemizonia DC
- Henricksonia B.L.Turner
- Heptanthus Griseb.
- Herderia Cass.
- Herodotia Urb. & Ekman
- Herrickia (sinonim Aster L.)
- Hesperevax
- Hesperodoria
- Hesperomannia A.Gray
- Heteracia Fisch. & C.A.Mey.
- Heteranthemis Schott
- Heterocoma DC.
- Heterocondylus R.M.King & H.Rob.
- Heterocypsela H.Rob.
- Heteroderis (Bunge) Boiss.
- Heterolepis Cass.
- Heteromera Pomel
- Heteromma Benth.
- Heteropappus Less.
- Heteroplexis C.C.Chang
- Heterorhachis Sch.Bip. ex Walp.
- Heterosperma Cav.
- Heterothalamus Less.
- Heterotheca Cass.
- Hidalgoa La Llave
- Hieracium L.
- Hilliardia B.Nord.
- Hinterhubera Sch.Bip. ex Wedd.
- Hippia L.
- Hippolytia Poljakov
- Hirpicium Cass.
- Hispidella Barnadez ex Lam.
- Hoehnephytum Cabrera
- Hoffmanniella Schltr. ex Lawalree
- Hofmeisteria Walp.
- Holocarpha Greene
- Holocheilus Cass.
- Hololeion Kitam
- Holozonia Greene
- Homogyne Cass. - planinšček
- Hoplophyllum DC.
- Huarpea Cabrera
- Hubertia Bory
- Hughesia R.M.King & H.Rob.
- Hulsea Torr. & A.Gray
- Humeocline Anderb.
- Hyalis D.Don ex Hook. & Arn.
- Hyalochaete Dittrich & Rech.f.
- Hyalochlamys A.Gray
- Hyaloseris Griseb.
- Hyalosperma Steetz
- Hybridella Cass.
- Hydrodyssodia B.L.Turner
- Hydroidea P.O.Karis
- Hydropectis Rydb.
- Hymenocephalus Jaub. & Spach
- Hymenoclea Torr. & A.Gray
- Hymenolepis Cass.
- Hymenonema Cass.
- Hymenopappus  L'Her
- Hymenostemma Kunze ex Willk.
- Hymenostephium Benth.
- Hymenothrix A.Gray
- Hymenoxys Cass.
- Hyoseris L.
- Hypacanthium Juz.
- Hypelichrysum Kirp.
- Hypericophyllum Steetz
- Hypochaeris L.
- Hysterionica Willd.
- Hystrichophora Mattf.

## I
- Ichthyothere Mart.
- Idiothamnus R.M.King & H.Rob.
- Ifloga Cass.
- Ighermia Wiklund
- Iltisia S.F.Blake
- Imeria R.M.King & H.Rob.
- Inezia E.Phillips
- Inula L. - oman
- Inulanthera Kallersjo
- Ionactis
- Iocenes B.Nord.
- Iodocephalus Thorel ex Gagnep.
- Iogeton Strother
- Iostephane Benth.
- Iphiona Cass.
- Iphionopsis Anderb.
- Iranecio B.Nord.
- Irwinia Barroso
- Ischnea F.Muell.
- Isocarpha R.Br.
- Isocoma Nutt.
- Isoetopsis Turcz.
- Isopappus Torr. & A.Gray
- Isostigma Less.
- Iva (nebinovke) L. - oblorožka
- Ixeridium (A.Gray) Tzvelev
- Ixeris  (Cass.) Cass.
- Ixiochlamys F.Muell. & Sond.
- Ixiolaena Benth.
- Ixodia R.Br.

## J
- Jacmaia B.Nord.
- Jaegeria Kunth
- Jalcophila Dillon & Sagast.
- Jaliscoa S.Watson
- Jamesianthus S.F.Blake & Sherff
- Jaramilloa R.M.King & H.Rob.
- Jasonia (Cass.) Cass.
- Jaumea Pers.
- Jefea Strother
- Jeffreya Wild
- Jungia L.f.
- Jurinea Cass.

## K
- Kalimeris (Cass.) Cass.
- Karelinia Less.
- Karvandarina Rech.f.
- Kaschgaria Poljakov
- Kaunia R.M.King & H.Rob.
- Keysseria Lauterb.
- Kinghamia C.Jeffrey
- Kingianthus H.Rob.
- Kippistia F.Muell.
- Kirkianella Allan
- Kleinia Mill.
- Koanophyllon Arruda
- Koehneola Urb.
- Koelpinia Pall.
- Koyamacalia (?)
- Krigia Schreb
- Kyrsteniopsis R.M.King & H.Rob

## L
- Lachanodes DC.
- Lachnophyllum Bunge
- Lachnorhiza A.Rich.
- Lachnospermum Willd.
- Lactuca L. - ločika, solata
- Lactucosonchus (Sch.Bip.) Svent.
- Laennecia Cass.
- Laestadia Kunth ex Less.
- Lagascea Cav.
- Lageniphora Cass.
- Laggera Sch.Bip. ex Benth.
- Lagophylla Nutt.
- Lamprachaenium Benth.
- Lamprocephalus B.Nord.
- Lamyropappus Knorring & Tamamsch.
- Lamyropsis (Kharadze) Dittrich
- Langebergia Anderb.
- Lantanopsis C.Wright
- Lapsana L.
- Lapsanastrum
- Lasianthaea DC
- Lasiocephalus Schltdl.
- Lasiolaena R.M.King & H.Rob.
- Lasiopogon Cass.
- Lasiospermum Lag.
- LastheniaCass.
- Launaea Cass.
- Lawrencella Lindl.
- Layia Hook. & Arn. ex DC
- Lecocarpus Decne.
- Leibnitzia Cass.
- Leiboldia Schltdl. ex Gleason
- Lembertia Greene
- Lemooria P.S.Short
- Leontodon
- Leontopodium L. - planika
- Leontopodium (Pers.) R.Br. ex Cass.
- Lepidesmia Klatt
- Lepidolopha C.Winkl.
- Lepidolopsis Poljakov
- Lepidonia S.F.Blake
- Lepidophorum Neck. ex DC.
- Lepidophyllum Cass.
- Lepidospartum (A.Gray) A.Gray
- Lepidostephium Oliv.
- Leptinella Cass.
- Leptocarpha DC.
- Leptoclinium (Nutt.) Benth.
- Leptorhynchos Less.
- Leptotriche Turcz.
- Lescaillea Griseb.
- Lessingia Cham.
- Leucactinia Rydb.
- Leucanthemella Tzvelev
- Leucanthemopsis (Giroux) Heywood
- Leucanthemum Mill. - ivanjščica
- Leucheria Lag.
- Leucochrysum
- Leucopsis (DC.) Baker
- Leucoptera B.Nord
- Leunisia Phil.
- Leuzea DC.
- Leysera L.
- Liabum Adans.
- Liatris Liabum Adans. -
- Libanothamnus Ernst
- Lidbeckia Bergius
- Lifago Schweinf. & Muschl.
- Ligularia Cass.
- Limbarda Adans.
- Lindheimera A.Gray & Engelm.
- Lipochaeta DC - nehe
- Lipskyella Juz.
- Litothamnus R.M.King & H.Rob.
- Litrisa Small
- Llerasia Triana
- Logfia Cass. - njivno zelišče
- Lomatozona Baker
- Lonas Adans.
- Lopholaena DC.
- Lophopappus Rusby
- Lordhowea B.Nord.
- Lorentzianthus R.M.King & H.Rob.
- Loricaria Wedd.
- Lourteigia R.M.King & H.Rob.
- Loxothysanus B.L.Rob.
- Lucilia Cass.
- Luciliocline Anderb. & Freire
- Lugoa DC.
- Luina Benth.
- Lulia Zardini
- Lundellianthus H.Rob.
- Lycapsus Phil.
- Lychnophora Mart.
- Lycoseris Cass.
- Lygodesmia D.Don

## M
- Macdougalia A.Heller
- Machaeranthera Nees
- Macowania Oliv.
- Macrachaenium Hook.f.
- Macraea Hook.f.
- Macroclinidium Maxim.
- Macronema Nutt. =  Ericameria Nutt.
- Macropodina R.M.King & H.Rob.
- Macvaughiella R.M.King & H.Rob.
- Madia  Molina
- Mairia Nees
- Malacothrix DC
- Malmeanthus R.M.King & H.Rob.
- Malperia S.Watson
- Mantisalca Cass.
- Marasmodes DC.
- Marshallia Schreb.
- Marshalljohnstonia Henr.
- Marticorenia Crisci
- Matricaria L. - trirobka
- Mattfeldanthus H.Rob. & R.M.King
- Mattfeldia Urb.
- Matudina R.M.King & H.Rob.
- Mausolea Poljakov
- Mecomischus Coss. ex Benth.
- Megalodonta Greene
- Melampodium L.
- Melanodendron DC.
- Melanthera Rohr
- Metalasia R.Br.
- Metastevia Grashoff
- Mexerion G.L.Nesom
- Mexianthus B.L.Rob.
- Micractis DC.
- Microcephala Pobed.
- Microglossa DC.
- Microgynella Grau
- Microliabum Cabrera
- Micropus L.
- Microseris D.Don
- Microspermum Lag.
- Mikania Willd.
- Mikaniopsis Milne-Redh.
- Milleria L.
- Millotia Cass.
- Minuria DC.
- Miricacalia Kitam.
- Mniodes (A.Gray) Benth.
- Monactis Kunth
- Monarrhenus Cass.
- Monenteles Labill.
- Monogereion G.M.Barroso & R.M.King
- Monolopia DC
- Monopholis S.F.Blake
- Monoptilon Torr. & A.Gray
- Montanoa Cerv.
- Moonia Arn.
- Moquinia DC.
- Morithamnus R.M.King, H.Rob. & G.M.Barroso
- Moscharia Ruiz & Pav.
- Msuata O.Hoffm.
- Mulgedium Cass.
- Munnozia Ruiz & Pav.
- Munzothamnus Raven
- Muschleria S.Moore
- Mutisia L.f.
- Mycelis cass.
- Myopordon Boiss.
- Myriactis Less.
- Myriocephalus Benth.
- Myripnois Bunge
- Myxopappus Kallersjo

## N
- Nabalus Cass.
- Nananthea DC.
- Nannoglottis Maxim.
- Nanothamnus Thomson
- Nardophyllum (Hook. & Arn.) Hook. & Arn.
- Narvalina Cass.
- Nassauvia Comm. ex Juss.
- Nauplius (Cass.) Cass.
- Neblinaea Maguire & Wurdack
- Nelsonianthus H.Rob. & Brettell
- Nemosenecio (Kitam.) B.Nord.
- Neocabreria R.M.King & H.Rob.
- Neocuatrecasia R.M.King & H.Rob.
- Neohintonia R.M.King & H.Rob.
- Neojeffreya Cabrera
- Neomirandea R.M.King & H.Rob.
- Neopallasia Poljakov
- Neotysonia Dalla Torre & Harms
- Neurolaena R.Br.
- Neurolakis Mattf.
- Nicolasia S.Moore
- Nicolletia A.Gray
- Nidorella Cass.
- Nikitinia Iljin
- Nipponanthemum (Kitam.) Kitam.
- Nolletia Cass.
- Nothobaccharis R.M.King & H.Rob.
- Nothocalais Greene
- Noticastrum DC.
- Notobasis (Cass.) Cass.
- Notoptera Urb.
- Notoseris C.Shih
- Nouelia Franch.
- Novenia Freire

## O
- Oaxacania B.L.Rob. & Greenm.
- Oblivia Strother
- Ochrocephala Dittrich
- Oclemena - nebina (sinonim Aster L.)
- Odixia Orchard
- Odontocline B.Nord.
- Odixia Orchard
- Odontocline B.Nord.
- Olearia Moench
- Olgaea Iljin
- Oligactis (Kunth) Cass.
- Oliganthes Cass.
- Oligochaeta (DC.) K.Koch
- Oligoneuron
- Oligothrix DC.
- Olivaea Sch.Bip. ex Benth.
- Omalotheca Cass. - mačje tačke
- Omphalopappus O.Hoffm.
- Oncosiphon Kallersjo
- Ondetia Benth.
- Onopordum L. - kozjica
- Onoseris Willd.
- Oonopsis (Nutt.) Greene
- Oparanthus Sherff
- Ophryosporus Meyen
- Opisthopappus C.Shih
- Oreochrysum Rydb.
- Oreoleysera Bremer
- Oreostemma - nebin (sinonim Aster L.)
- Oritrophium (Kunth) Cuatrec.
- Orochaenactis Coville
- Osbertia Greene
- Osmadenia (?)
- Osmiopsis R.M.King & H.Rob.
- Osmitopsis Cass.
- Osteospermum L.
- Otanthus Hoffmanns. & Link
- Oteiza La Llave
- Othonna L.
- Otopappus Benth.
- Otospermum Willk.
- Outreya Jaub. & Spach
- Oxycarpha S.F.Blake
- Oxylaena Benth. ex Anderb.
- Oxylobus (Moq. ex DC.) A.Gray
- Oxypappus Benth.
- Oxyphyllum Phil.
- Oyedaea DC.
- Ozothamnus R.Br.

## P
- Pachylaena D.Don ex Hook. & Arn.
- Pachythamnus (R.M.King & H.Rob.) R.M.King & H.Rob.
- Packera A.Love & D.Love  - (vključuje nekatere rastline, ki so bile prej v  Senecio)
- Pacourina Aubl.
- Palaeocyanus Dostal
- Palafoxia Lag.
- Paleaepappus Cabrera
- Pallenis (sinonim Asteriscus Mill.) - trnojek
- Pamphalea Lag.
- Pappobolus S.F.Blake
- Papuacalia Veldkamp
- Paracalia Cuatrec.
- Paragynoxys (Cuatrec.) Cuatrec.
- Paraixeris Nakai
- Paranephelius Poepp.
- Parantennaria Beauverd
- Parapiqueria R.M.King & H.Rob.
- Paraprenanthes C.C.Chang ex C.Shih
- Parasenecio  W.W.Sm. & Small
- Parastrephia Nutt.
- Parthenice A.Gray
- Parthenium L.
- Pasaccardoa Kuntze
- Pascalia (sinonim Wedelia Jacq.)
- Pechuel-Loeschea O.Hoffm.
- Pectis L.
- Pegolettia Cass.
- Pelucha S.Watson
- Pentacalia Cass.
- Pentachaeta Nutt.
- Pentanema Cass.
- Pentatrichia Klatt
- Pentzia Thunb.
- Perdicium L.
- Perezia Lag.
- Pericallis D.Don - vključuje Florist's Cineraria
- Pericome A.Gray
- Perityle Benth.
- Perralderia Coss.
- Pertya Sch.Bip.
- Perymeniopsis H.Rob.
- Perymenium Schrad.
- Petalacte D.Don
- Petasites Mill. - repuh
- Peteravenia R.M.King & H.Rob.
- Petradoria Greene
- Petrobium R.Br.
- Peucephyllum A.Gray
- Peyrousea DC.
- Phacellothrix F.Muell.
- Phaenocoma D.Don
- Phaeostigma Muldashev
- Phagnalon Cass.
- Phalacrachena Iljin
- Phalacraea DC.
- Phalacrocarpum (DC.) Willk.
- Phalacroseris  A.Gray
- Phaneroglossa B.Nord.
- Phanerostylis (A.Gray) R.M.King & H.Rob.
- Phania DC.
- Philactis Schrad.
- Philoglossa DC.
- Philyrophyllum O.Hoffm.
- Phoebanthus S.F.Blake
- Phyllocephalum Blume
- Phymaspermum Less.
- Picnomon Adans. - gostorepka
- Picradeniopsis (sinonim Bahia Lag.)
- Picris L.
- Picrosia D.Don
- Picrothamnus Nutt.
- Pilosella Hill
- Pilostemon Iljin
- Pinaropappus  Less.
- Piora J.Kost.
- Pippenalia McVaugh
- Piptocarpha R.Br.
- Piptocoma  Cass.
- Piptolepis Sch.Bip.
- Piptothrix A.Gray
- Piqueria Cav.
- Piqueriella R.M.King & H.Rob.
- Piqueriopsis R.M.King
- Pithecoseris Mart. ex DC.
- Pithocarpa Lindl.
- Pittocaulon H.Rob. & Brettell
- Pityopsis Nutt.
- Pladaroxylon (Endl.) Hook.f.
- Plagiobasis Schrenk
- Plagiocheilus Arn. ex DC.
- Plagiolophus Greenm.
- Plagius L'Her. ex DC.
- Planaltoa Taub.
- Planea P.O.Karis
- Plateilema (A.Gray) Cockerell
- Platycarpha Less.
- Platypodanthera R.M.King & H.Rob.
- Platyschkuhria (A.Gray) Rydb.
- Plazia Ruiz & Pav.
- Plecostachys Hilliard & B.L.Burtt
- Plectocephalus D.Don
- Pleiotaxis Steetz
- Pleurocarpaea Benth.
- Pleurocoronis  Pleurocarpaea Benth.
- Pleuropappus F.Muell.
- Pleurophyllum Hook.f.
- Pluchea Cass.
- Plummera A.Gray
- Podachaenium Benth. ex Oerst.
- Podanthus Lag.
- Podocoma Cass.
- Podolepis Labill.
- Podotheca Cass.
- Poecilolepis Grau
- Pogonolepis Steetz
- Pojarkovia Askerova
- Pollalesta Kunth
- Polyachyrus Lag.
- Polyanthina R.M.King & H.Rob.
- Polyarrhena Cass.
- Polycalymma F.Muell. & Sond.
- Polychrysum (Tzvelev) Kovalevsk.
- Polymnia L.
- Porophyllum Adans.
- Porphyrostemma Benth. ex Oliv.
- Praxeliopsis G.M.Barroso
- Praxelis Cass.
- Prenanthella Rydb.
- Prenanthes L.
- Printzia Cass.
- Prionopsis Nutt.
- Prolobus R.M.King & H.Rob.
- Prolongoa Boiss.
- Proteopsis Mart. & Zucc. ex Sch.Bip.
- Proustia Lag.
- Psacaliopsis H.Rob. & Brettell
- Psacalium Cass.
- Psathyrotes A.Gray
- Pseudelephantopus (sinonim Elephantopus L.)
- Pseudobaccharis Cabrera
- Pseudobahia  (A.Gray) Rydb.
- Pseudoblepharispermum J.-P.Lebrun & Stork
- Pseudobrickellia R.M.King & H.Rob.
- Pseudocadiscus Lisowski
- Pseudoclappia Rydb.
- Pseudognaphalium Kirp.
- Pseudogynoxys (Greenm.) Cabrera
- Pseudohandelia Tzvelev
- Pseudokyrsteniopsis R.M.King & H.Rob.
- Pseudonoseris H.Rob. & Brettell
- Pseudostifftia H.Rob.
- Psiadia Jacq.
- Psiadiella Humbert
- Psilactis A.Gray
- Psilocarphus Nutt.
- Psilostrophe DC
- Psychrogeton Boiss.
- Psychrophyton Beauverd
- Pterachenia (Benth.) Lipsch.
- Pterocaulon Elliott
- Pterocaulon Elliott
- Pterocypsela C.Shih
- Pteronia L.
- Pterothrix DC.
- Pterygopappus Hook.f.
- Ptilostemon Cass.
- Pulicaria Gaertn.
- Pycnocephalum (Less.) DC.
- Pyrrhopappus DC
- Pyrrocoma Hook
- Pycnosorus

## Q
- Quelchia N.E.Br.
- Quinetia Cass.
- Quinqueremulus Paul G.Wilson

## R
- Radlkoferotoma Kuntze
- Rafinesquia Nutt.
- Raillardella
- Raillardiopsis Rydb.
- Rainiera Greene
- Raoulia Hook.f. ex Raoul
- Raouliopsis S.F.Blake
- Rastrophyllum Wild & G.V.Pope
- Ratibida Raf.
- Raulinoreitzia R.M.King & H.Rob.
- Rayjacksonia
- Reichardia Roth.
- Relhania L'Her.
- Remya W.F.Hillebr. ex Benth.
- Rennera Merxm.
- Rensonia S.F.Blake
- Revealia R.M.King & H.Rob.
- Rhagadiolus Scop.
- Rhamphogyne S.Moore
- Rhanteriopsis Rauschert
- Rhanterium Desf.
- Rhodanthe Lindl. - sunray
- Rhodogeron Griseb.
- Rhynchospermum Reinw.
- Rhysolepis S.F.Blake
- Richteria Kar. & Kir.
- Riencourtia Cass.
- Rigiopappus A. Gray
- Robinsonia DC.
- Rochonia DC.
- Rojasianthe Standl. & Steyerm
- Rolandra Rottb.
- Roldana La Llave
- Rosenia Thunb.
- Rothmaleria Font Quer
- Rudbeckia L. - rudbekija
- Rugelia Shuttlew. ex Chapm.
- Ruilopezia Cuatrec.
- Rumfordia DC.
- Russowia C.Winkl.
- Rutidosis DC.

## S
- Sabazia Cass.
- Sachsia Griseb.
- Salmea DC - bejuco de miel
- Salmeopsis Benth.
- Santolina L.
- Santosia R.M.King & H.Rob.
- Sanvitalia Lam.
- Sartorina R.M.King & H.Rob.
- Sartwellia A.Gray
- Saussurea DC - kosmatulja
- Scalesia Arn.
- Scariola F.W.Schmidt
- Scherya R.M.King & H.Rob.
- Schischkinia Iljin
- Schistocarpha Less.
- Schistostephium Less.
- Schizogyne Cass.
- Schizoptera Turcz.
- Schizotrichia Benth.
- Schkuhria  Roth
- Schlechtendalia Less.
- Schmalhausenia C.Winkl.
- Schoenia Steetz
- Schumeria Iljin
- Sciadocephala Mattf.
- Sclerocarpus Jacq.
- Sclerolepis Cass.
- Sclerorhachis (Rech.f.) Rech.f.
- Sclerostephane Chiov.
- Scolymus L.
- Scorzonella Nutt.
- Scorzonera L.
- Scrobicaria Cass.
- Scyphocoronis A.Gray
- Selleophytum Urb.
- Selloa Kunth
- Senecio L. - grint
- Sericocarpus Nees
- Seriphidium (Besser) Poljak.
- Serratula L. - mačina
- Shafera Greenm.
- Sheareria S.Moore
- Shinnersia R.M.King & H.Rob.
- Shinnersoseris Tomb
- Siebera J.Gay
- Sigesbeckia L.
- Siloxerus Labill.
- Silphium L.
- Silybum Adans. - badelj
- Simsia Pers.
- Sinacalia H.Rob. & Brettell
- Sinclairia Hook. & Arn.
- Sinoleontopodium Y.L.Chen
- Sinosenecio B.Nord.
- Sipolisia Glaz. ex Oliv.
- Smallanthus Mack
- Soaresia Sch.Bip.
- Solanecio (Sch.Bip.) Walp.
- Solenogyne Cass.
- Solidago L. - zlata rozga
- Soliva Ruiz & Pav.
- Sommerfeltia Less.
- Sonchus L.
- Sondottia P.S.Short
- Soroseris Stebbins
- Spaniopappus B.L.Rob.
- Sphaeranthus L.
- Sphaereupatorium (O.Hoffm.) Kuntze ex B.L.Rob.
- Sphaeroclinium (DC.) Sch.Bip.
- Sphaeromeria Nutt.
- Sphaeromorphaea DC.
- Sphagneticola O.Hoffm.
- Spilanthes Jacq.
- Spiracantha Kunth
- Spiroseris Rech.f.
- Squamopappus Jansen, Harriman & Urbatsch
- Stachycephalum Sch.Bip. ex Benth.
- Staehelina L.
- Standleyanthus R.M.King & H.Rob.
- Stanfieldia Small
- Staurochlamys Baker
- Stebbinsoseris K.L.Chambers
- Steiractinia S.F.Blake
- Steirodiscus Less.
- Stemmacantha  Cass. - rapontika
- Stenachaenium Benth.
- Stenocarpha S.F.Blake
- Stenocline DC.
- Stenopadus S.F.Blake
- Stenophalium Anderb.
- Stenops B.Nord.
- Stenotus Nutt.
- Stephanochilus Coss. & Durieu ex Maire
- Stephanodoria Greene
- Stephanomeria Nutt.
- Steptorhamphus Bunge
- Stevia Cav.
- Steviopsis R.M.King & H.Rob.
- Steyermarkina R.M.King & H.Rob.
- Stifftia J.C.Mikan
- Stilpnogyne DC.
- Stilpnolepis Krasch.
- Stilpnopappus Mart. ex DC.
- Stoebe L.
- Stokesia  L'Her.
- Stomatanthes R.M.King & H.Rob.
- Stomatochaeta (S.F.Blake) Maguire & Wurdack
- Stramentopappus H.Rob. & V.A.Funk
- Streptoglossa Steetz ex F.Muell.
- Strotheria B.L.Turner
- Struchium P.Browne
- Stuartina Sond.
- Stuckertiella Beauverd
- Stuessya B.L.Turner & F.G.Davies
- Stylocline Nutt.
- Stylotrichium Mattf.
- Sventenia Font Quer
- Symphyllocarpus Maxim.
- Symphyopappus Turcz.
- Symphyotrichum
- Syncalathium Lipsch.
- Syncarpha DC.
- Syncephalum DC.
- Syncretocarpus S.F.Blake
- Synedrella Gaertn.
- Synedrellopsis Hieron. & Kuntze
- Syneilesis Maxim.
- Synosma (sinonim Hasteola  Raf.)
- Synotis (C.B.Clarke) C.Jeffrey & Y.L.Chen
- Syntrichopappus A.Gray
- Synurus Iljin
- Syreitschikovia Pavlov

## T
- Tagetes L. - žametnica
- Tamananthus V.M.Badillo
- Tamania Cuatrec.
- Tamaulipa R.M.King & H.Rob.
- Tanacetum L. - vratič
- Taplinia Lander
- Taraxacum Weber ex F.H.Wigg.
- Tarchonanthus L.
- Teixeiranthus R.M.King & H.Rob.
- Telanthophora H.Rob. & Brettell
- Telekia Baumg. - ognjica
- Telmatophila Mart. ex Baker
- Tenrhynea Hilliard & B.L.Burtt
- Tephroseris (Rchb.) Rchb. - sivica
- Terana La Llave
- Tessaria Ruiz & Pav.
- Tetrachyron Schltdl.
- Tetradymia DC
- Tetragonotheca L.
- Tetramolopium Ness
- Tetraneuris  Greene
- Tetranthus Sw.
- Tetraperone Urb.
- Thaminophyllum Harv.
- Thamnoseris F.Phil.
- Thelesperma Less.
- Thespidium F.Muell. ex Benth.
- Thespis DC.
- Thevenotia DC.
- Thiseltonia Hemsl
- Thurovia (sinonim Gutierrezia Lag.)
- Thymophylla Lag. - pricklyleaf
- Thymopsis Benth.
- Tiarocarpus Rech.f.
- Tietkensia P.S.Short
- Tithonia Desf. ex Juss.
- Tolpis Adans.
- Tonestus A.Nelson
- Tourneuxia Coss.
- Townsendia Hook.
- Toxanthes Turcz.
- Tracyina S.F.Blake
- Tragopogon L. - kozja brada
- Traversia Hook.f.
- Trichanthemis Regel & Schmalh.
- Trichanthodium Sond. & F.Muell.
- Trichocline Cass.
- Trichocoronis A.Gray
- Trichocoryne S.F.Blake
- Trichogonia (DC.) Gardner
- Trichogoniopsis R.M.King & H.Rob.
- Trichogyne Less.
- Tricholepis DC.
- Trichoptilium A.Gray
- Trichospira Kunth
- Tridactylina (DC.) Sch.Bip.
- Tridax L.
- Trigonospermum Less.
- Trilisa (Cass.) Cass.
- Trimorpha
- Trioncinia (F.Muell.) Veldkamp
- Tripleurospermum Sch.Bip.
- Triplocephalum O.Hoffm.
- Tripolium
- Triptilion Ruiz & Pav.
- Triptilodiscus Turcz.
- Trixis  P.Browne
- Troglophyton Hilliard & B.L.Burtt
- Tuberostylis Steetz
- Tugarinovia I/trljin
- Turaniphytum Poljakov
- Tussilago L. - lapuh
- Tuxtla Villasenor & Strother
- Tyleropappus Greenm.
- Tyrimnus (Cass.) Cass.

## U
- Uechtritzia Freyn
- Ugamia Pavlov
- Uleophytum Hieron.
- Unxia L.f.
- Urbananthus R.M.King & H.Rob.
- Urbinella Greenm.
- Urmenetea Phil.
- Urolepis (DC.) R.M.King & H.Rob.
- Uropappus Nutt.
- Urospermum Scop.
- Ursinia Gaertn.

## V
- Vanclevea Greene
- Vanillosmopsis Sch.Bip.
- Varilla A.Gray
- Varthemia DC.
- Vellereophyton Hilliard & B.L.Burtt
- Venegasia DC
- Venidium (sinonim Arctotis  L.)
- Verbesina L.
- Vernonia Schreb
- Vernoniopsis Humbert
- Vieraea Sch.Bip.
- Viereckia R.M.King & H.Rob.
- Vigethia W.A.Weber
- Viguiera Kunth
- Vilobia Strother
- Virgulaster Semple =   Aster  L.
- Vittadinia A.Rich.
- Vittetia R.M.King & H.Rob.
- Volutaria Cass.

## W
- Wagenitzia Dostal
- Waitzia J.C.Wendl.
- Wamalchitamia Strother
- Warionia Benth. & Coss.
- Wedelia Jacq.
- Welwitschiella O.Hoffm.
- Werneria Kunth
- Westoniella Cuatrec.
- Whitneya A.Gray
- Wilkesia A.Gray
- Wollastonia DC. ex Decne.
- Wulffia Neck. ex Cass.
- Wunderlichia Riedel ex Benth.
- Wyethia Nutt.

## X
- Xanthisma DC
- Xanthium L. - bodič
- Xanthocephalum Willd.
- Xanthopappus C.Winkl.
- Xeranthemum L. - suhocvet
- Xerolekia Anderb.
- Xylanthemum Tzvelev
- Xylorhiza
- Xylothamia G.L.Nesom, Y.B.Suh, D.R.Morgan & B.B.Simpson

## Y
- Yermo Dorn
- Youngia Cass.

## Z
- Zaluzania Pers.
- Zandera D.L.Schulz
- Zexmenia La Llave
- Zinnia L.
- Zoegea L.
- Zyzyxia Strother